# Slunéčko šestnáctiskvrnné
Slunéčko šestnáctiskvrnné (Halyzia sedecimguttata) je druh brouka z čeledi slunéčkovití.

## Popis
Délka těla slunéčka šestnáctiskvrnného se pohybuje v rozmezí 5–7 mm. Tělo je slabě klenuté, krovky jsou žlutooranžové se širokými průhlednými okraji. Na krovkách je celkem 16 bílých skvrn. Pronotum je oranžovohnědé průhledné se žlutými skvrnami. Nohy a tykadla jsou oranžové. Larva je bílá se žlutými pásy. Kukla je černá se žlutými skvrnami.

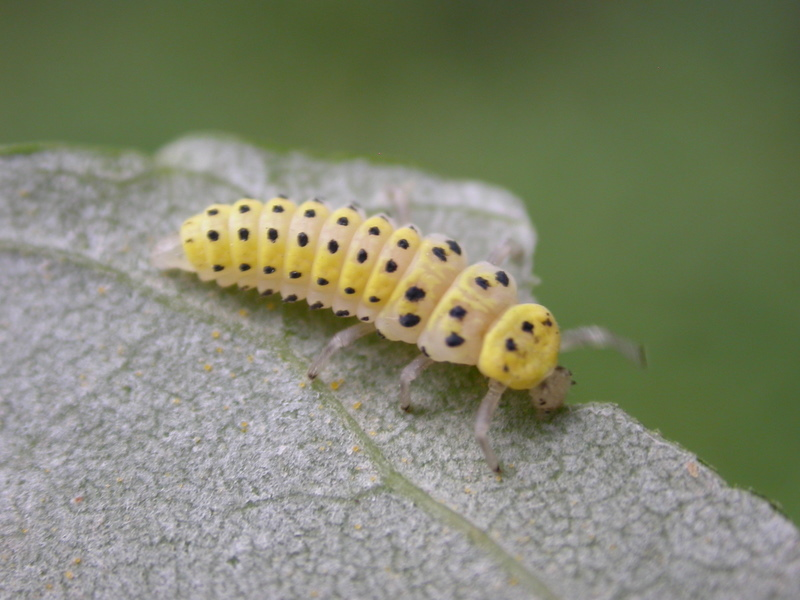
Larva
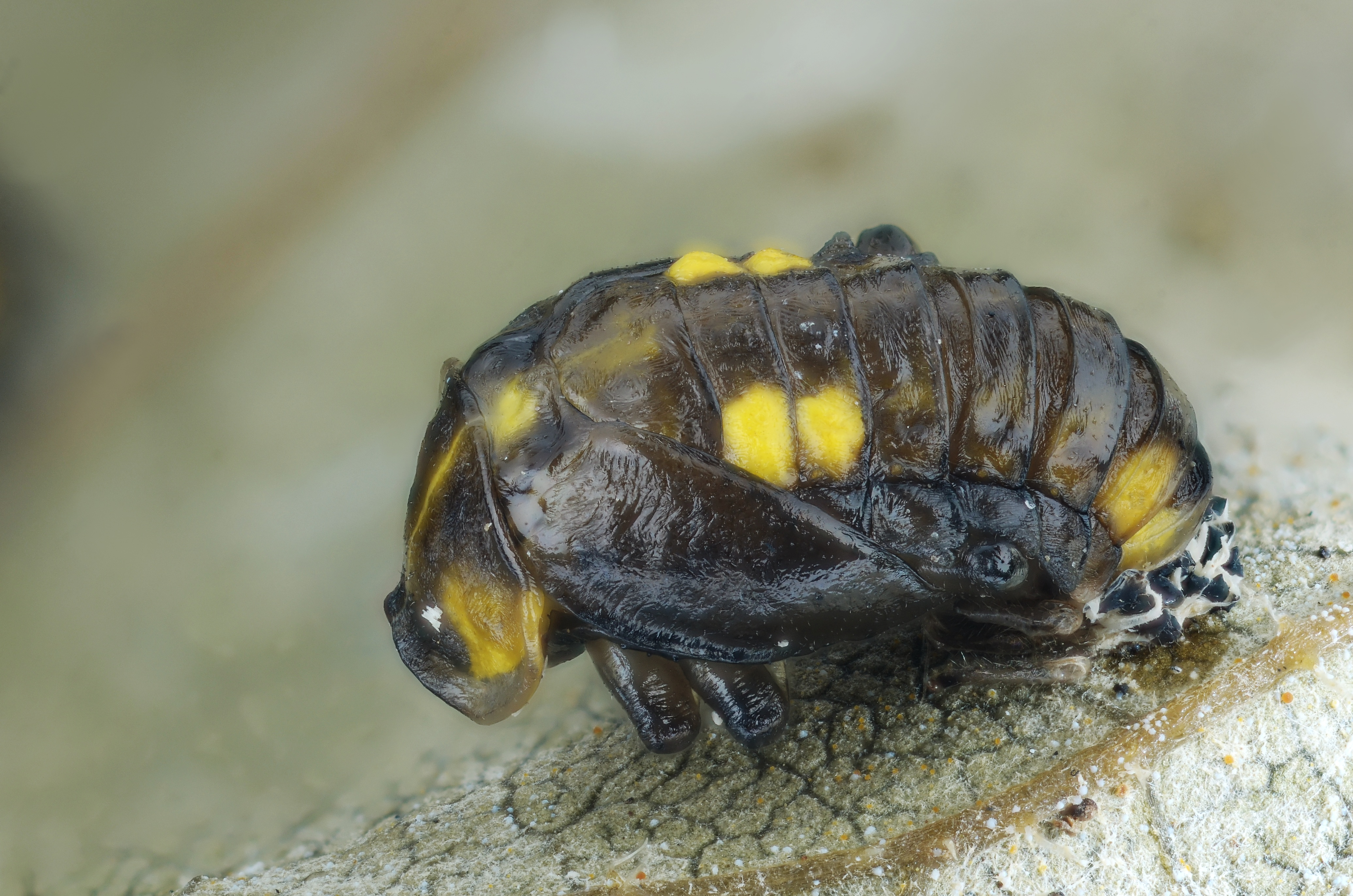
Kukla
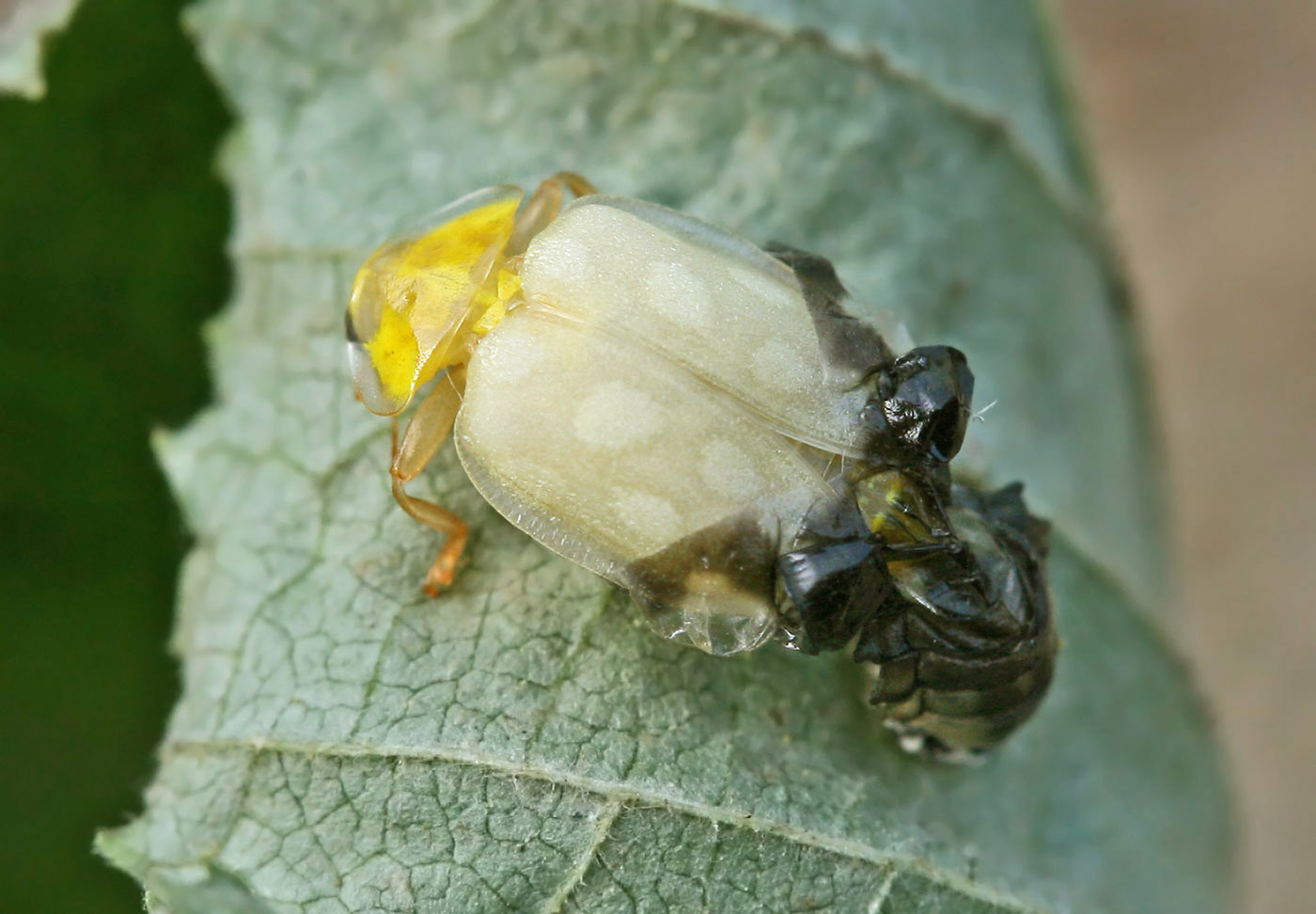
Tenerální dospělec

## Rozšíření
Slunéčko šestnáctiskvrnné je euroasijský druh, na severu se vyskytuje až po tundru. Ve střední Evropě je to středně běžný druh. Preferuje lesní okraje a paseky. Aktivní je od dubna do října.

## Potrava
Slunéčko šestnáctiskvrnné se živím padlím a mšicemi, a to zejména na břízách, olších a jasanech.